# Simone Mayer

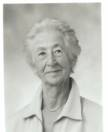
Simone Mayer

Simone Mayer (* 18. Mai 1920 in Metz; † 6. Oktober 2006 in Straßburg; geb. Bloch) war eine französische Ärztin für Hämatologie. Sie war Professorin für Hämatologie an der Universität Straßburg und Direktorin des Regionalen Zentrums für Bluttransfusion (CRTS) in Straßburg.

## Leben
1940 folgte sie dem Umzug der medizinischen Fakultät nach Clermont-Ferrand. Aufgrund von Razzien und Verboten für Studenten israelitischen Glaubens muss sie 1943 die Fakultät verlassen. Bis zum Ende des Krieges musste sie sich in der Region Roannais verstecken.
1944/45 kehrt Simone Mayer an die medizinische Fakultät in Straßburg zurück. Ab 1946 arbeitete sie in der "Clinique Médicale A" des Straßburger Krankenhauses bei Georges Mayer, das sich der inneren Medizin widmete. Ein Foto aus dem Jahr 1946 zeigt, dass sie zu einer kleinen Gruppe von Frauen in der Klinik A gehörte (die hauptsächlich aus Männern und katholischen Nonnen bestand).
Ihre Doktorarbeit wurde 1951 an der medizinischen Fakultät in Straßburg vorgelegt und beschrieb Oxysteroide. 1951 heiratete sie  Georges Mayer (1911–1978). Sie hatten zwei Kinder, einen Sohn (* 1954) und eine Tochter (* 1955).
Simone Mayer war Professorin für Hämatologie an der medizinischen Fakultät der Universität Straßburg. Nachdem sie an den Arbeiten von  Robert Waitz über Knochenmark und von  Jean Dausset (Nobelpreisträger für Medizin) über Leuko-Blutplättchen-Gruppen mitgewirkt hatte, wurde sie 1976 zur Direktorin des elsässischen Zentrums für Bluttransfusion in Straßburg (CRTS, Centre Régional de Transfusion Sanguine) ernannt. Von 1977 bis 1987 war sie Direktorin des CRTS.
Eine Studie über Lymphozyten, die 1980–1981 durchgeführt wurde, ermöglichte es, die Risiken von Transfusionen im Zusammenhang mit AIDS im Elsass deutlich zu reduzieren. Von 1978 bis 1986 verlegte Simone Mayer das Plasmafraktionierungszentrum nach Lingolsheim.

## Schriften
- Anne Albert, Jean-Pierre Bellocq, Jean-Pierre Bergerat, Annie Falkenrodt, Jean-Marie Lang, Salomon Levy, Simone Mayer, Jean-Victor Ruch, Marie-Marthe Tongio, Francoise Uettwiller et al.: Membrane markers, karyotypic abnormalities, ultrastructure and functional properties of lymphocytes in a case of ‘D-cell’ chronic lymphatic leukemia. In: Leukemia Research, Band 8, 1984, S. 223–237.
- Alexandre Aleksijevic, Annie Falkenrodt, Jean-Marie Lang, Simone Mayer, Francis Oberling: Immunomodulation with diethyldithiocarbamate in patients with aids-related complex. In: The Lancet, Band 326, 1985, Alexandre S. 1066.
- Aleksijevic, Gérard Cremel, Annie Falkenrodt, Cathy Giron, Pierre Hubert, Jean-Marie Lang, Simone Mayer, Christine Mutet, Francis Oberling, Albert Waksman: Decreased membrane “fluidity” of T lymphocytes from untreated patients with Hodgkin’s disease. In: Leukemia Research, Band 10, S. 1986, 1477–1484.
- Jean-Pierre Cazenave, Michel Fabre, Jean-Claude Garaud, Daniel Hanau, Simone Mayer, Gilles Pauly, Didier A. Schmitt, Marie-Marthe Tongio: Human Epidermal Langerhans Cells Cointernalize by Receptor-Mediated Endocytosis "Nonclassical" Major Histocompatibility Complex Class I Molecules (T6 Antigens) and Class II Molecules (HLA-DR Antigens). In: Proceedings of the National Academy of Sciences of the United States of America, Band 84, 1987, S. 2901–2905.
- Madeleine Gex, Georges Mayer, Simone Mayer: Transfusion sanguine. Librairie Maloine, Paris 1958.
- Daniel Hanau, Michel Fabre, Didier A. Schmitt, Jean-Claude Garaud, Gilles Pauly, Marie-Marthe Tongio, Simone Mayer, Jean-Pierre Cazenave: Human Epidermal Langerhans Cells Cointernalize by Receptor-Mediated Endocytosis “Nonclassical” Major Histocompatibility Complex Class I Molecules (T6 Antigens) and Class II Molecules (HLA-DR Antigens). In: Proceedings of the National Academy of Sciences of the United States of America. Band 84, Nr. 9, 1. Mai 1987, S. 2901–2905 (pnas.org [PDF; 2,1 MB]).